# Хайюань
Хайюа́нь (кит. упр. 海原, пиньинь Hǎiyuán) — уезд городского округа Чжунвэй Нинся-Хуэйского автономного района (КНР).

## История
Когда царство Цинь завоевало все остальные царства, создав первую в истории Китая централизованную империю, эти земли вошли в состав округа Бэйди (北地郡). При империи Западная Хань они вошли в состав округа Аньдин (安定郡). Во II веке эти места были захвачены гуннами, и надолго перешли под власть кочевников.
После того, как при империи Северная Вэй китайские войска вновь завоевали эти места, они вошли в состав области Юаньчжоу (原州). При империи Суй они вошли в состав округа Пинлян (平凉郡). При империи Тан они оказались разделены между уездом Сяогуань (萧关县) области Юаньчжоу и уездом Хуэйнин (会宁县) области Хуэйчжоу (会州). В XI веке эти земли вошли в состав тангутского государства Си Ся, и во время китайско-тангутских войн неоднократно переходили из рук в руки. После того, как государство тангутов в XIII веке было уничтожено монголами, в этих местах поселилось много мусульман, и здесь была построена крепость Хайладу (海喇都堡).
При империи Мин крепость Хайладу стала городом Хайчэн (海城) области Гуюань (固原州). После основания маньчжурской империи Цин эти земли перешли под управление Пинлянской управы (平凉府). С 1747 года в крепости Хайладу разместились власти Яньчаского комиссариата (盐茶厅), а в 1874 году комиссариат был повышен в статусе до уезда — так появился уезд Хайчэн (海城县) провинции Ганьсу.
После Синьхайской революции в Китае была проведена реформа административного деления. Так как оказалось, что в провинции Фэнтянь уже имеется уезд с точно таким же названием, в 1914 году уезд Хайчэн был переименован в Хайюань. В 1920 году уезд Хайюань стал эпицентром разрушительного землетрясения.
В 1950 году был создан Специальный район Пинлян (平凉专区), и уезд вошёл в его состав. В 1953 году уезды Сицзи, Хайюань и Гуюань были объединены в Сихайгу-Хуэйский автономный район (西海固回族自治区) провинции Ганьсу. В 1955 году Сихайгу-Хуэйский автономный район был переименован в Гуюань-Хуэйскую автономную область (固原回族自治州) провинции Ганьсу. В 1958 году был образован Нинся-Хуэйский автономный район, и Гуюань-Хуэйская автономная область вошла в его состав в качестве Специального района Гуюань (固原专区). В 1970 году специальный район Гуюань был переименован в Округ Гуюань (固原地区).
В 2002 году округ Гуюань был преобразован в городской округ Гуюань.
Постановлением Госсовета КНР от 31 декабря 2003 года из уездов Чжунвэй, Чжуннин и Хайюань был образован городской округ Чжунвэй; уезд Чжунвэй был при этом преобразован в район Шапотоу.

## Административное деление
Уезд делится на 5 посёлка и 12 волостей.